# Emmler
Der Emmler (veraltet auch Mem(m)ler) ist ein Berg in Raschau-Markersbach im Erzgebirge.

## Geographie
Der Emmler liegt westlich von Langenberg, einem Ortsteil von Raschau-Markersbach.
Die Kuppe ist mit 575,3 m ü. NHN höchster Teil eines Höhenzuges, der sich über mehrere Kilometer in west-östlicher Richtung erstreckt. Die höchsten Teile bilden eine Felsformation, die aus westlicher Richtung aufragt.

## Name
Der Name geht auf den Familiennamen Ämmler zurück.

## Geologie

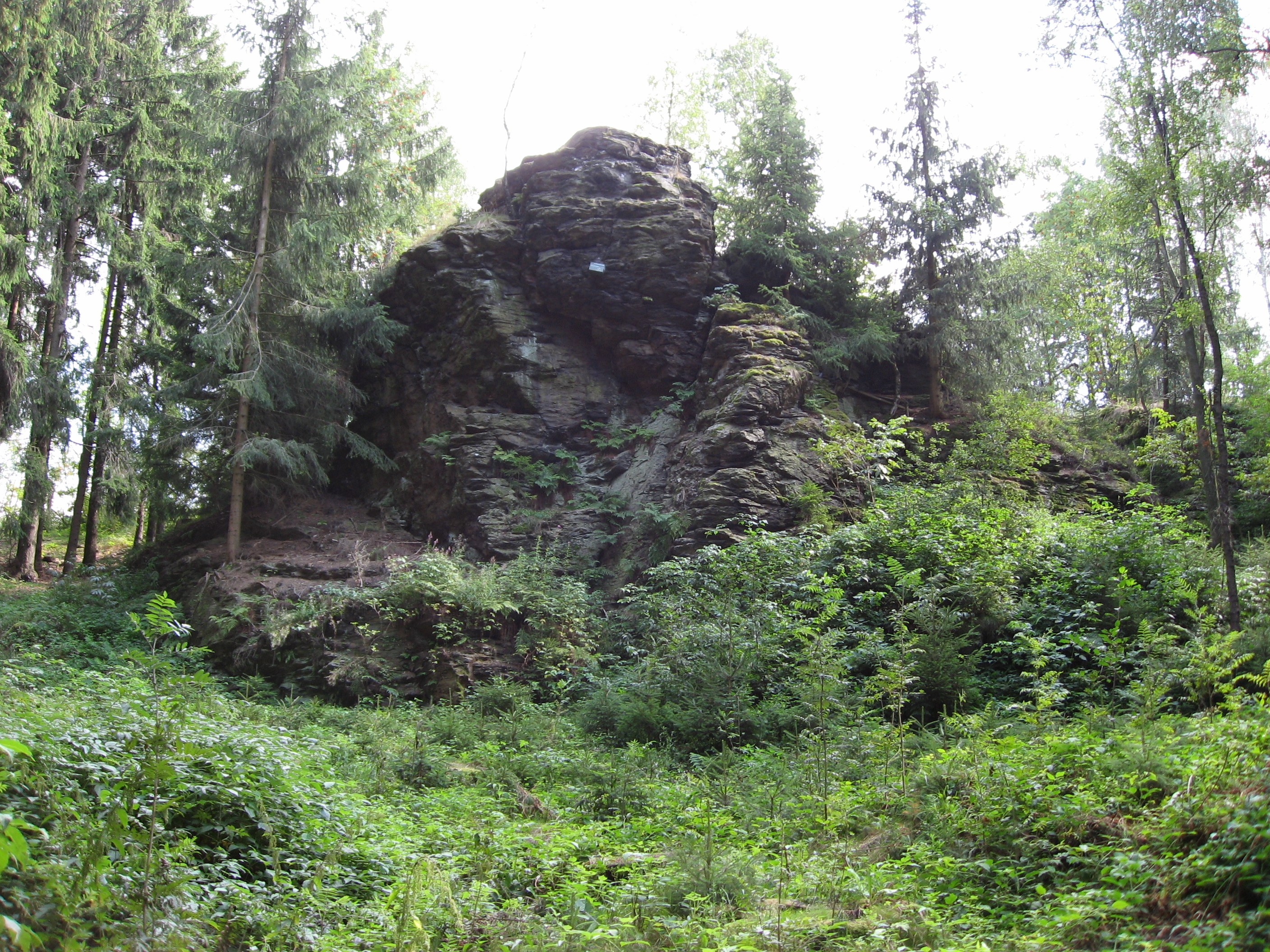
Am Fuße des Emmlerfelsens

Der Emmler besteht aus einem besonders quarzitischen Glimmerschiefer, der nach dieser Lokalität auch Emmler-Quarzit genannt wird. Dieser bildet einen 50–150 m mächtigen Horizont innerhalb der Raschau-Formation, der tiefsten (d. h. ältesten) Einheit des Unterkambriums.

## Bergbau

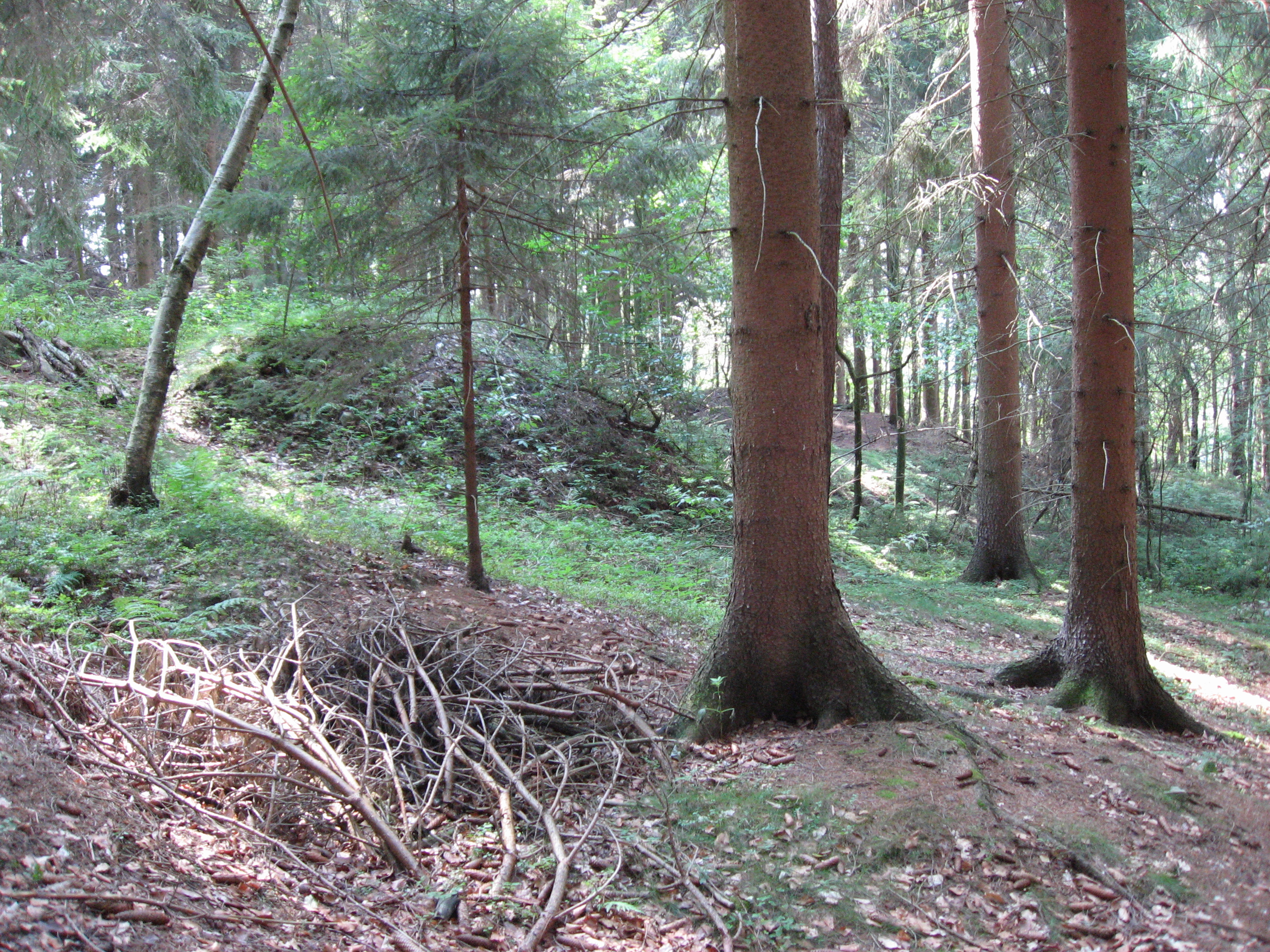
Reste der Halden vom Eisenerzbergbau

Am Fuße des Emmlerfelsens herrschte bedeutender Eisenerzbergbau. Dessen Blütezeit wird auf die Zeit vor 1525 veranschlagt, als das Gebiet den Zisterziensern des Klosters Grünhain gehörte. 1534 verhängte Johannes Göpfert, der letzte Abt des Klosters, eine Bergordnung und ein Ausfuhrverbot für die Erze, um damit eigene Hämmer versorgen zu können. Als Kurfürst August das Gebiet übernahm, war dieser allerdings nur noch unbedeutend.
Die Erze wurden in mehreren Hämmern der Umgebung verarbeitet. Bereits der 1401 erwähnte Raschauer Hammer dürfte hierauf die Erze verarbeitet haben, wie auch der kurfürstliche „Kugelhammer“ in Schwarzenberg sowie die Hämmer von Sachsenfeld, Tännicht und Förstel.
Die Erze wurden über den Emmlerweg nach Schwarzenberg transportiert.
Später kam es in unmittelbarer Nachbarschaft zu einem bedeutenden Abbau auf Kalk im Kalkwerk Langenberg.